# سولار بانك

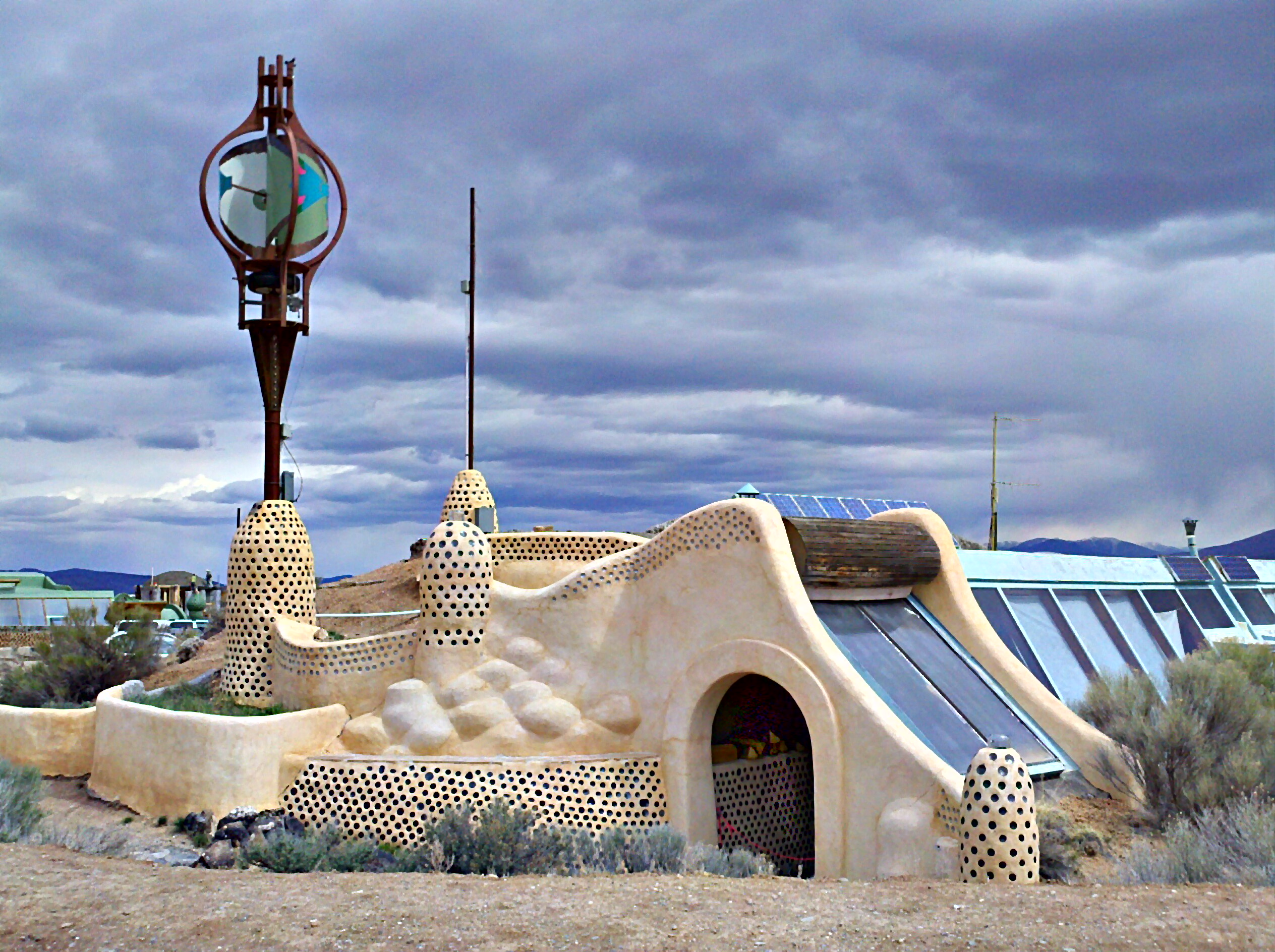
تستلهم سولاربانك الكثير من الأفكار من عمارة سفن الأرض، والتي تعد مثالاً على العمارة المستدامة.

سولار بانك أو ثقافة التكنولوجيا الشمسية أو التكنولوجيا الشمسية المُستدامة (بالإنجليزية: Solarpunk) هي حركة أدبية وفنية تتصور وتعمل من أجل تحقيق مستقبل مُستدام مرتبط بالطبيعة والمجتمع.   تُمثل كلمة سولار (Solar) "الطاقة الشمسية" المصدر الأساسي للطاقة المتجددة ورؤية متفائلة للمستقبل التي ترفض الدمار المناخي، بينما تُشير كلمة "بانك" إلى الحماسة والثقافة المضادة ورؤية ما بعد الرأسمالية والتخلص من الاستعمار لخلق مثل هذا المستقبل. 
كفرع للخيال العلمي والحركة الفنية، تتناول أعمال السولار بانك تصور لكيف قد يبدو المستقبل إذا نجحت البشرية في حل التحديات المعاصرة الكُبرى مع التركيز على بشكل أساسي على الاستدامة والحفاظ على البيئة وتأثير الإنسان على البيئة، ومعالجة تغير المناخ والتلوث. تتشابه السولار بانك مع السايبر بانك، وقد تقترض عناصر من المثالية و الخيال.

## الفلسفة

### الطاقة المتجددة
على الرغم من أن التكنولوجيا الشمسية المُستدامة (السولار بانك) ليست جُزء من أيدلوجية سياسية مُحَددة، إلا أنها تدعوا إلى حركة إجتماعية تبتعد عن أشكال الطاقة الملوثة.  فتقوم بخلق مساحات يمكن من خلالها استكشاف مبادئ الحركة وإظهارها من خلال تفعيلها في الحياة الواقعية. وذلك عن طريق إنشاء المجتمعات والعيش فيها (مثل القرى البيئية )، وزراعة طعامهم، وأخلاقيات العمل مع ما هو متاح، بما في ذلك التطبيق المدروس للتكنولوجيا.  

علم مقترح لحركة السولار بانك.

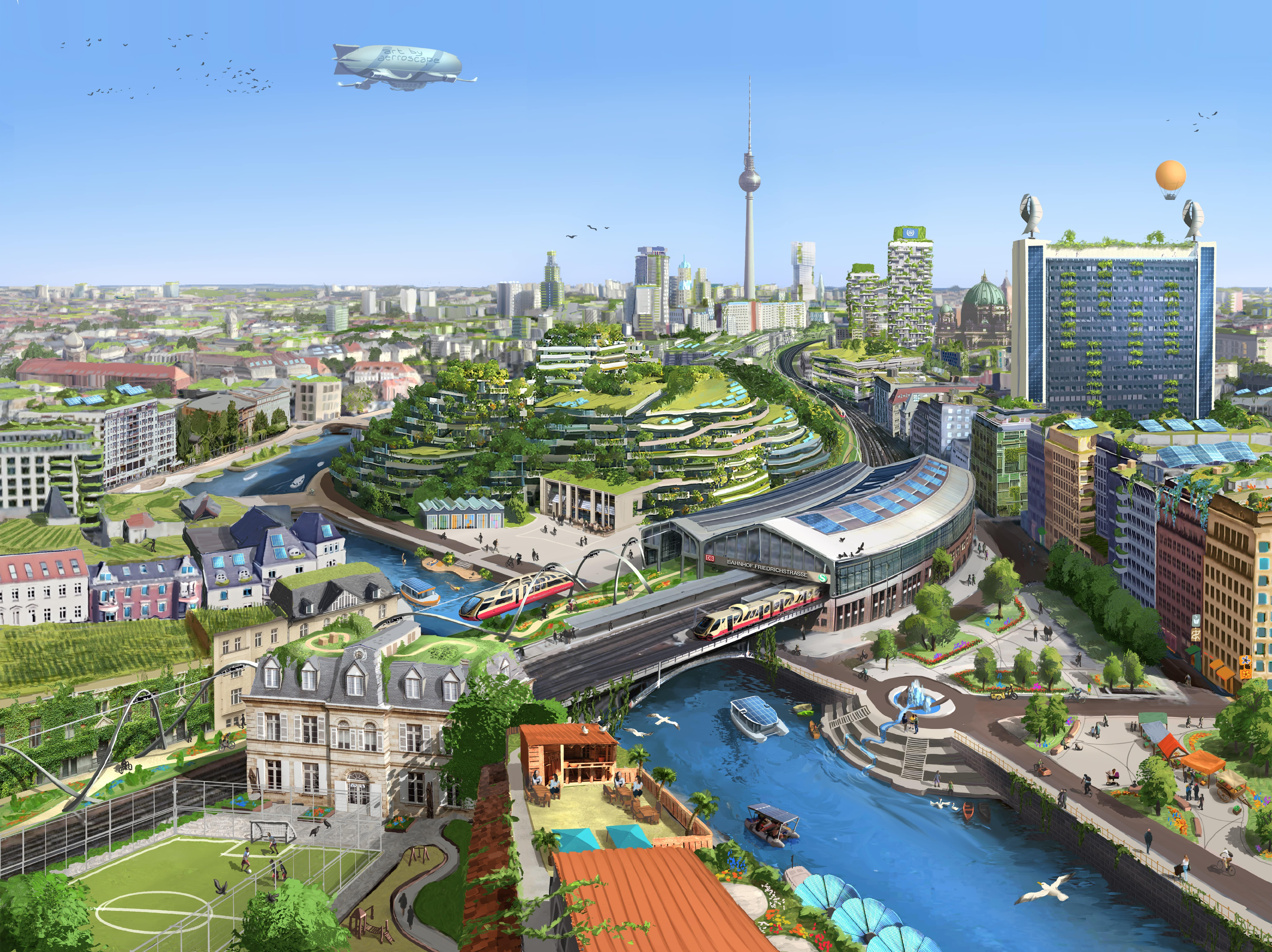
منظر جوي تصوري لبرلين في مستقبلية ومستدامة - مع الكثير من الطاقة الشمسية والأشجار والمساحات الخضراء والطائرات والشوارع القابلة للمشي والمياه النظيفة. بواسطة Aerroscape و Lino Zeddies.

## أنظر أيضاً
- الخيال المناخي
- تراجع النمو
- النقد البيئي
- الخيال البيئي
- الفن البيئي
- العدالة البيئية
- الفوضوية الخضراء
- نور بواسطة نيدي أوكورافور
- علم البيئة مفتوح المصدر
- البيئة الاجتماعية
- التقنية
- إعادة الحياة البرية (بيولوجيا الحفظ)
- البدائية الفوضوية
- حركة العودة إلى الأرض
- كوتيدجكور